# Guðni Kjartansson
Guðni Kjartansson est un joueur puis entraîneur islandais de football né le 10 décembre 1946. Il a été entraîneur de la sélection nationale islandaise ainsi que des équipes - de 19 ans et Espoirs à plusieurs reprises.

## Joueur

### Club
Guðni évolue au poste de défenseur à Keflavik, où il passe toute sa carrière de joueur. 
Durant la période faste du club du Suðurnes, il obtient trois des quatre titres de champion que compte Keflavik à son palmarès (1969, 1971, 1973). 

### Sélection
Il cumule 31 sélections avec l'Islande, dans une période délicate pour le football de son pays puisqu'il ne compte que quatre victoires, obtenues face à la Norvège, aux Îles Féroé et aux Bermudes.
Il est notamment aligné lors d'une mémorable défaite 14-2 face au Danemark en 1967, lors de sa seconde cape. Il est capitaine de sa sélection lors de ses sept derniers matchs.

## Entraîneur
Après avoir entraîné son club de cœur, Keflavik, il prend en main l'Islande en 1980. Il effectue de nombreuses piges au sein des équipes nationales de son pays, que ce soit chez les A et les jeunes.
Il dirige également le KR Reykjavik en 1991.